# مزونادی‌میهای
مزونادی‌میهای (به مجاری:  Mezőnagymihály) یک منطقهٔ مسکونی در مجارستان است که در بورشود-آبااوی-زمپلن واقع شده‌است.